# Публий Мумий Сизена
Публий Мумий Сизена (на латински: Publius Mummius Sisenna) e политик и сенатор на Римската империя през 2 век.

## Биография
Фамилията му произлиза от Бетика от клон Сизена на фамилията Мумии.
През 133 г. Сизена е консул заедно с Марк Антоний Хибер. Той става управител на Британия.
Неговият син Публий Мумий Сизена Рутилиан e суфектконсул през 146 г.